# Magnolia (Film)
Magnolia ist ein Spielfilm des US-amerikanischen Regisseurs Paul Thomas Anderson aus dem Jahr 1999.
Er erzählt in verschiedenen Episoden die Geschichten mehrerer Menschen an einem Tag im San Fernando Valley (Kalifornien). Die Verbindungen zwischen den einzelnen Personen ergeben sich dabei erst im Laufe des Films. Anderson ließ sich beim Schreiben des Drehbuchs von Songs von Aimee Mann inspirieren, die auch Lieder zum Soundtrack beisteuerte.

## Vorbemerkung
Im Film werden die Geschichten von neun in Los Angeles lebenden Menschen miteinander verbunden. Die „Vergangenheit“ und der „Zufall“ spielen im Film eine entscheidende Rolle, was schon im Vorspann mit drei kleinen Episoden illustriert wird. Der Sprecher sagt zu Anfang des Films: „Nein, dies war kein purer Zufall. Solche eigenartigen Sachen passieren andauernd.“ Und am Ende: „Wir haben mit der Vergangenheit abgeschlossen, aber die Vergangenheit nicht mit uns“. Außerdem heißt es im Titelsong des Films (Zitat): „Errette mich aus den Reihen der Freaks, die denken, sie könnten niemals jemanden lieben, außer [jene] Freaks, die denken, sie könnten niemals jemanden lieben“. Hierauf baut die Handlung des Films auf.

## Handlung
Claudia Wilson Gator lebt eine selbstzerstörerische Kokain- und Sexsucht. Der von ihr gehasste Vater, der krebskranke TV-Veteran Jimmy Gator, moderiert die Quizshow “What Do Kids Know?”, in der ein Team von Kindern gegen eines aus Erwachsenen antritt. Der derzeitige Star der Fernsehsendung ist der Junge Stanley, den sein Vater rücksichtslos als Einkommensquelle benutzt. Wenn Stanley, der das klügste und fleißigste der drei Teamkinder ist, noch zweimal die Erwachsenenmannschaft besiegt, dann bricht er den Rekord und ist das Kind, das sich am längsten in der Sendung halten konnte. Den bisherigen Sendungsrekord hält seit 31 Jahren Donnie Smith. Der als Erwachsener eher erfolglose Smith möchte unbedingt eine Zahnspange tragen, um sich seinem angeschwärmten Lieblingsbarkeeper (der ebenfalls eine Zahnspange trägt) näher zu fühlen. Die unnötige Zahnkorrektur kann er sich gar nicht leisten, erst recht nicht, als ihm seine Arbeitgeber, zwei Brüder, die einen Fernsehladen besitzen, fristlos kündigen.
Der an Lungenkrebs im Endstadium erkrankte Fernsehpatriarch Earl Partridge, dessen Firma die Fernsehshow produziert, liegt zuhause im Sterben. Seine bedeutend jüngere zweite Frau Linda wird wegen ihrer anfangs fehlenden Liebe und ihrer Untreue von Schuldgefühlen geplagt. Der Krankenpfleger Phil Parma bemüht sich, Earls Wunsch zu erfüllen, seinen Sohn ein letztes Mal zu sehen, damit er sich mit ihm aussöhnen kann. Earl hatte seine schwerkranke erste Frau und seinen halbwüchsigen Sohn einfach verlassen.
Der einsame, gläubige Polizist Jim Kurring, der Gott regelmäßig um eine Ehefrau bittet, verliebt sich in Claudia, als er wegen Lärmbelästigung in ihre Wohnung geschickt wird. Diese erwidert, trotz ihrer strafbaren Sucht, sein Interesse.
Stanley macht sich während der Live-TV-Show in die Hose, weil man seinen Wunsch, auf die Toilette zu gehen, nicht ernst genommen hat. Daher weigert er sich für eine Duellfrage aufzustehen, und Claudias Vater Jimmy erleidet vor laufender Kamera einen Zusammenbruch. Die Sendung wird beendet, ohne dass eines der Teams gewonnen hätte. Stanleys Vater stellt seinen Sohn zur Rede.
Den Tod vor Augen, erzählt Jimmy zuhause seiner Frau, dass Claudias Feindseligkeit ihm gegenüber daran liegt, dass sie denkt, er habe sie als Kind sexuell missbraucht; er könne sich aber an nichts erinnern. Daraufhin verlässt ihn seine Frau.
Der Ex-Kinderstar Donnie sieht keinen anderen Ausweg aus seiner finanziellen Zwangslage, als Geld aus dem Firmensafe seiner ehemaligen Arbeitsstelle zu stehlen. Als er mit seiner Beute vom Firmengelände wegfährt, überkommt ihn Reue und er kehrt um, um das Schwarzgeld zurückzubringen.
Linda erträgt es nicht, Earl beim schmerzvollen Sterben zuzusehen, und sie flüchtet mit ihrem Auto in ein anderes Stadtviertel. Sie schluckt die für den todkranken Earl bestimmten schweren Morphine, die sie sich bei verschiedenen Ärzten besorgt hat, und wird im Auto ohnmächtig. Ein kleiner Junge bestiehlt sie, ruft aber auch den Notarzt.
Auf Jim Kurring wird vor seinem ersten Date mit Claudia aus dem Hinterhalt geschossen, und er verliert in Panik seine Dienstwaffe. Zum Date kommt er daher verspätet. Claudia hat aus Nervosität Kokain genommen. Das merkt der Polizist aber nicht, da er innerlich mit seinem eigenen beruflichen Versagen beschäftigt ist.
Der Krankenpfleger Phil hat es mit großem Einsatz geschafft, einen Kontakt zu Earls Sohn Frank herzustellen, dieser verleugnet aber zunächst seinen Vater. Frank arbeitet als erfolgreicher Motivator und Trainer für frustrierte Männer, denen er frauenfeindliche Aufreißertechniken beibringt. Mit Hilfe von Fernsehen und Telefonhotline hat er ein Imperium aufgebaut (als reales Vorbild gilt der Dating Coach Ross Jeffries (* 1958)). Phil schickt seine Ablösung weg und gibt Earl unter Tränen eine starke Dosis Morphiumtropfen, die sein Leiden dämmt, aber auch sein Bewusstsein beeinträchtigt. Nachts kommt Frank dann doch noch unter großem inneren Kampf an das Bett seines sterbenden Vaters Earl.

### Der Froschregen
Nach mehreren Einblendungen zur Wetterlage und zur Luftfeuchtigkeit im Laufe des Films regnet es am Ende völlig unvermittelt Abertausende von großen Fröschen. Der Notarztwagen mit Linda gerät auf der von Fröschen bedeckten Straße ins Schleudern und kippt auf die Seite. Als Jimmy Gator gerade zaudernd ansetzt, sich zu erschießen, fällt durch das Oberlicht ein Frosch auf seine Hand, so dass ihn der sich lösende Schuss verfehlt. Seine Frau sucht mittlerweile ihre Tochter Claudia auf und nimmt sie in die Arme, während über ihnen die Frösche auf das Dach prasseln. Stanley hat sich in der Schulbibliothek versteckt und beobachtet erstaunt die fallenden Frösche. Donnie wird beim Versuch, über eine Regenrinne wieder in das Fernsehgeschäft einzusteigen, von einem Frosch getroffen, stürzt zu Boden, verletzt sich und wird vom vorbeifahrenden Jim unter das Dach einer Tankstelle gezogen. Frank macht Earl an dessen Krankenbett heftigste Vorwürfe; Earl aber, durch das Morphium betäubt, stirbt, ohne vorher noch ein verständliches Wort von sich zu geben.
Im Nachspiel nach dem Regen: Als Jim mit sich selbst hadert, ob es nicht seine Aufgabe gewesen wäre, Donnie zu verhaften, fällt seine verlorene Dienstwaffe vom Himmel. Daraufhin hilft Jim Donnie, das Geld wieder in den Safe zurückzubringen. Stanley nimmt all seinen Mut zusammen und bittet seinen Vater, in Zukunft netter zu ihm zu sein. Frank besucht seine verletzte Stiefmutter Linda im Krankenhaus. Am Ende des Films besucht Jim Claudia, die nun zum ersten Mal seit langer Zeit lächelt. Noch lange hallen die Worte Stanleys nach: „Das alles passiert wirklich. Das alles passiert wirklich.“

## Details
Der Regen der Frösche wird bereits während des Films angedeutet über die Bibelstelle aus dem zweiten Buch Mose, Exodus 8:2. Diese ist in der Gameshow zu sehen, wo kurzzeitig ein Mann eine Tafel mit der Aufschrift EXODUS 8:2 hochhält. Daneben zeigt das Bushaltestellenplakat die Aufschrift „exodus 8:2“, als Jim Donnie beim Beklettern der Regenrinne ertappt. 
Die zitierte Bibelstelle lautet:

„Aaron streckte seine Hand über die Gewässer Ägyptens aus. Da stiegen die Frösche herauf und bedeckten ganz Ägypten.“

Die Zahlen 8 und 2 sind mehrfach im Film zu sehen, so trägt in den drei Episoden des Vorspanns ein Erhängter die Nummer 82 auf der Brust, auf einem Feuerlöschflugzeug steht die 82 und ein Seil formt eine 82 neben einem Jungen, der auf dem Dach steht, kurz bevor er hinunterspringt. Auf der Anzeigentafel zum Galadiner der forensischen Mediziner ist der Beginn auf 8:20 pm angesetzt. Ein Schriftzug im Film setzt die Regenwahrscheinlichkeit auf 82 % fest. Während Donnie in einer Bar von seiner Vergangenheit erzählt, sind die Zahlen 8 und 2 nebeneinander auf einer Tafel zu sehen. Im Casino braucht Craig als Karte eine 2 für ein gutes Blatt, bekommt jedoch eine 8. Donnie Smiths Gewinn aus der Spielshow wird auf den 28. April 1968 (9 minus 1 und 8 minus 6) datiert. Ebenfalls sieht man auf den Werbetafeln an den Bushaltestellen die Aufschrift „Exodus 8,2“. Zu guter Letzt erwähnte Regisseur Anderson in einer US-Talkshow, dass auch der Filmtitel kein Zufall sei, habe doch das Wort „Magnolia“ acht Buchstaben.
Der Filmtitel hat aber auch noch andere Bezüge zum Film und den Zahlen 8 und 2 selbst, was Paul Thomas Anderson u. a. im Filmabspann aufführt:
– Eine der Straßen, in denen der Film spielt, ist der „Magnolia Blvd.“ im San Fernando Valley
– „Magnolia“ klingt so ähnlich wie der im Abspann erwähnte Terminus „Magonia“, den Charles Fort und Jacques Vallée geprägt haben, für einen Ort im Himmel, an dem Dinge so lange verbleiben, bis sie wieder zur Erde zurückfallen.

## Filmmusik
Dem Soundtrack, welcher maßgeblich von Aimee Mann beigesteuert wurde, kommt ungewöhnlich große Bedeutung zu, auch als filmisches Stilmittel. So wurde die Musik in manchen Szenen mit Absicht so laut eingespielt, dass die Unterhaltung der Charaktere unverständlich wird und die Bedeutung des Gesagten in den Hintergrund tritt.
In einer Szenenfolge setzt gar die Handlung vorübergehend aus und werden die Charaktere selbst zum Medium der Musik, indem sie gleichzeitig dasselbe Lied singen, aber nicht gemeinsam, sondern jeder in seiner Szene. Lediglich Phil und Earl singen in derselben Szene, Earl in seinem Krankenbett und Phil daneben sitzend; aber auch sie singen jeder für sich, sehen sich dabei nicht an. Nach dem Ende des Lieds läuft die unterbrochene Filmhandlung weiter.

## Kritiken
Der Film erhielt überwiegend positive Kritiken. Das Filmkritik-Portal Rotten Tomatoes gibt für den Film 83 % positive Rezensionen an, und er hat einen Metascore von 77 von 100 bei Metacritic.

„Ein episodisch strukturierter Film, der eine Fülle von Geschichten entfaltet, in deren Mittelpunkt die Frage nach der Schuld der Väter und die Kraft des Verzeihens ihrer Kinder steht. Dabei beinhaltet das virtuos inszenierte und eindrucksvoll gespielte Drama die Hoffnung, dass zwanghafte psychische Prägungen überwunden werden können. Ein vielschichtiger, immer wieder überraschender Film von großer Intensität, der moderne Wirklichkeitskonstruktionen nachhaltig in Frage stellt.“

„Magnolia (…) ist ein Film, für den man drei Stunden lang eine diffuse Sympathie entwickelt und hinterher nicht genau weiß, warum. Wenn man ihn in Beziehung zu anderen L.A.-Filmen setzt, mischen sich unter die Sympathie die Zweifel. Irgendetwas fehlt. Anderson ist noch nicht mal 30, und er erzählt wie ein Alter – doch vielleicht gehört er einfach zu einer Generation, die aus all den langen Schleifen von Ironie und Reflexion ganz unbefangen heraustreten.“

„‚Magnolia‘ ist vollgestopft mit Geschichten, Hauptlinien und Nebenlinien, die zu Hauptlinien werden, Geschichten und Geschichte, Kultur und Mentalität, Stoff, sehr viel Stoff. Ich habe den Film innerhalb kürzester Zeit dreimal gesehen, und jedesmal neue Seiten, Aspekte, Gefühle, Katastrophen, Möglichkeiten entdeckt. ‚Magnolia‘ gehört zu der Sorte Film, die mich nicht los lassen, und das ist gut so, das beste, was ein Film leisten kann.“

## Auszeichnungen
- Oscarverleihung 2000:
nominiert für Bester Nebendarsteller: Tom Cruise
nominiert für Bestes Originaldrehbuch: Paul Thomas Anderson
nominiert für Bester Filmsong: Aimee Mann für „Save Me“

- Golden Globe 2000:
Golden Globe für Bester Nebendarsteller: Tom Cruise
nominiert für Bester Filmsong: Aimee Mann für „Save Me“

- Berlinale 2000:
Goldener Bär
Leserpreis der Berliner Morgenpost

- Chlotrudis Awards 2000:
Bester Film
Bester Nebendarsteller: Philip Seymour Hoffman
nominiert für Beste Kamera
nominiert für Beste Regie

- San Sebastián International Film Festival 2000:
Grand Prix de la FIPRESCI (Film des Jahres)